# يوكو يامادا
يوكو يامادا (باليابانية: 山田よう子؛ بالكانا: やまだ ようこ) هي مصارعة محترفة يابانية، ولدت في 25 مايو 1979 في طوكيو في اليابان.

## وصلات خارجية
- يوكو يامادا على موقع شيردوغ (الإنجليزية)